# The Great Automatic Grammatizator
The Great Automatic Grammatizator, pubblicato negli Stati Uniti col titolo mutato in The Umbrella Man and Other Stories, è una raccolta di tredici racconti già editi scritti da Roald Dahl. Le storie sono selezionate fra gli scritti per adulti dell'autore adatte ad un pubblico di ragazzi.

## I racconti
- Lo Scrittore Automatico (The Great Automatic Grammatizator)
- Mrs. Bixby e la pelliccia del Colonnello (Mrs. Bixby and the Colonel's Coat)
- Il Maggiordomo (The Butler)
- La Scommessa (Man from the South)
- L'affittacamere (The Landlady)
- Il diletto del pastore (Parson's Pleasure)
- Il signore dell'ombrello (The Umbrella Man)
- Katina (Katina)
- L'ascesa al cielo (The Way Up to Heaven)
- Pappa Reale (Royal Jelly)
- Vendetta per tutti, S.A. (Vengeance is Mine Inc)
- Palato (Taste)
- La Scultura (Neck)

## Edizioni
- Puffin, 1997, Gran Bretagna.